# Peć
Peć (albanés: Pejë, serbio: Пећ o Peć) es una ciudad y municipio de Kosovo. Centro administrativo del distrito homónimo.
El nombre serbio de la ciudad es Peć (Пећ); forma definida el nombre albanés y el serbio Peja, que es Pejë indefinido. Otros nombres de la ciudad incluyen el Pescium y Siparantum latinos, el griego Episkion (Επισκιον), el ايپك turco otomano (İpek), el Petcha eslavo, y la forma anteriormente utilizada, Pentza. En los documentos medievales de Ragusa, el nombre serbio de la ciudad (Peć, lit. "horno") se traduce a veces como Forno, lo que significa horno en italiano.
En el idioma serbio Peć significa horno o cueva y su nombre está probablemente relacionada con las cuevas cercanas en el Cañón de Rugova, que sirvieron como celdas de ermitaños de los monjes ortodoxos. El Monasterio patriarcal de Peć es un monasterio ejemplo de ello. 

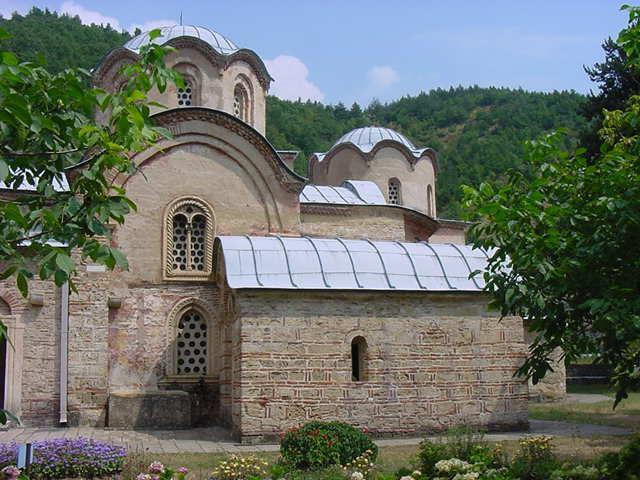
Patriarcado de Peć.

El municipio cubre un área de 602 km² (232 Mi²). Se divide en 28 comunidades territoriales. En 2009, el municipio tenía una población de aproximadamente 170 000 habitantes, de los cuales unos 82 300 viven en la ciudad de Peć.

## Deporte
- KF Besa Peje juega en la Liga e Parë, su estadio es el Shahin Haxhiislam.